# نامدالن(نروژ)

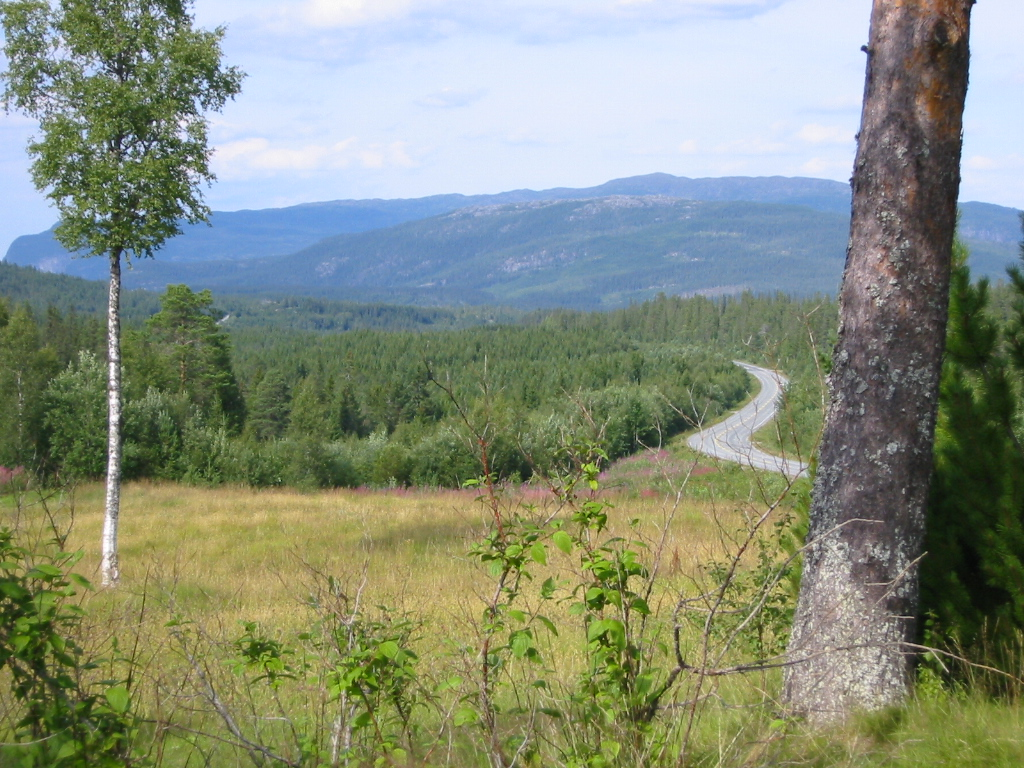
جادهٔ اروپایی شماره ۶(E6) نامدالن را در حدود ۱۰۰ کیلومتر دنبال می‌کند.

نقشه نامسوس (بزرگ‌ترین شهر نامدالن) در داخل استان تروندلاگ.

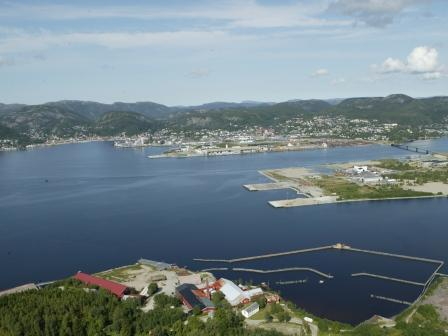
دورنمایی از نامسوس؛ بزرگ‌ترین شهر نامدالن.

نامْدالِن،(به انگلیسی:Namdalen) یک منطقهٔ کشور و یک ولایت سابق، در شمال استان تروندلاگ در کشور نروژ است.
در کوتاه سخن، نامدالن، حوضهٔ آبریز شبکهٔ رودخانهٔ نامسن، است. در معنای وسیعتر و در زمینه‌های اداری نیز شهرداری‌های رُیرْویکْ، و لی یَرنه، در شرق رودخانهٔ نامسن و مناطق ساحلی و آبدره، در شمال استان تروندلاگ، در این محدوده؛ یا منطقهٔ کشور قرار دارند.
در سال ۲۰۱۱ میلادی، حوزه قضایی دادگاه منطقهٔ نامدال، شامل ۱۱۸۵۷ کیلومتر مربع با ۳۴۴۸۷ نفر جمعیت، در ۱۰ محدودهٔ شهرداری، واقع در این منطقه می‌شد. ضمن اینکه، طبق تقسیمات کشوری کلیسای نروژ، نامدال، یکی از ناحیه‌های مهم تنظیم شده‌است.
نامدالن، قبلاً به سه شورای بین شهری، تحت عناوین: داخلی، مرکزی و خارجی تقسیم می‌شد. اما در سال ۲۰۱۷ میلادی، این ۳ شورا، در هم ادغام شدند.
نامدالن، عمدتاً عریض و پوشیده از جنگل است. عملاً کل منطقه؛ و برخی مناطق همجوار، برای پرورش گوزن شمالی، استفاده می‌شود.
جادهٔ اروپایی شماره ۶ (E6) از درهٔ اصلی عبور کرده؛ و حدود ۱۰۰ کیلومتر نامدالن را دنبال می‌کند. ساحل منطقه، داری شکاف‌های زیاد است. در آب نزدیک ساحل، تخته سنگ‌ها و جزایر کوچک سنگی متعددی وجود دارند.